# Shamash
Shamash (akkadisk "sol") eller Sama er det akkadiske navn på den babylonsk-assyriske solgud, tilsvarende den sumeriske Utu.
Som solen der bevæger sig hen over himlen, ser Shamash alt på sin vej. Han er derfor sandhedens og retfærdighedens beskytter og sammen med Adad også skytsgud for varselstagning.
Shamash danner, sammen med sin tvillingesøster Ishtar (Venus) og sin far Sin (månen), en astral triade. Han er gift med Aja.
Hans tempel, som han delte med Sin, lå i Assur. Han blev også tilbedt i Jerusalem i det 7. århundrede, hvor hans heste og vogne stod fremme til tilbedelse.[kilde mangler]
Hans attribut er solhjulet og 20 er hans hellige tal.